# Desmometopa microps
Desmometopa microps is een vliegensoort uit de familie van de Milichiidae. De wetenschappelijke naam van de soort is voor het eerst geldig gepubliceerd in 1914 door Lamb.